# Tục thờ gấu

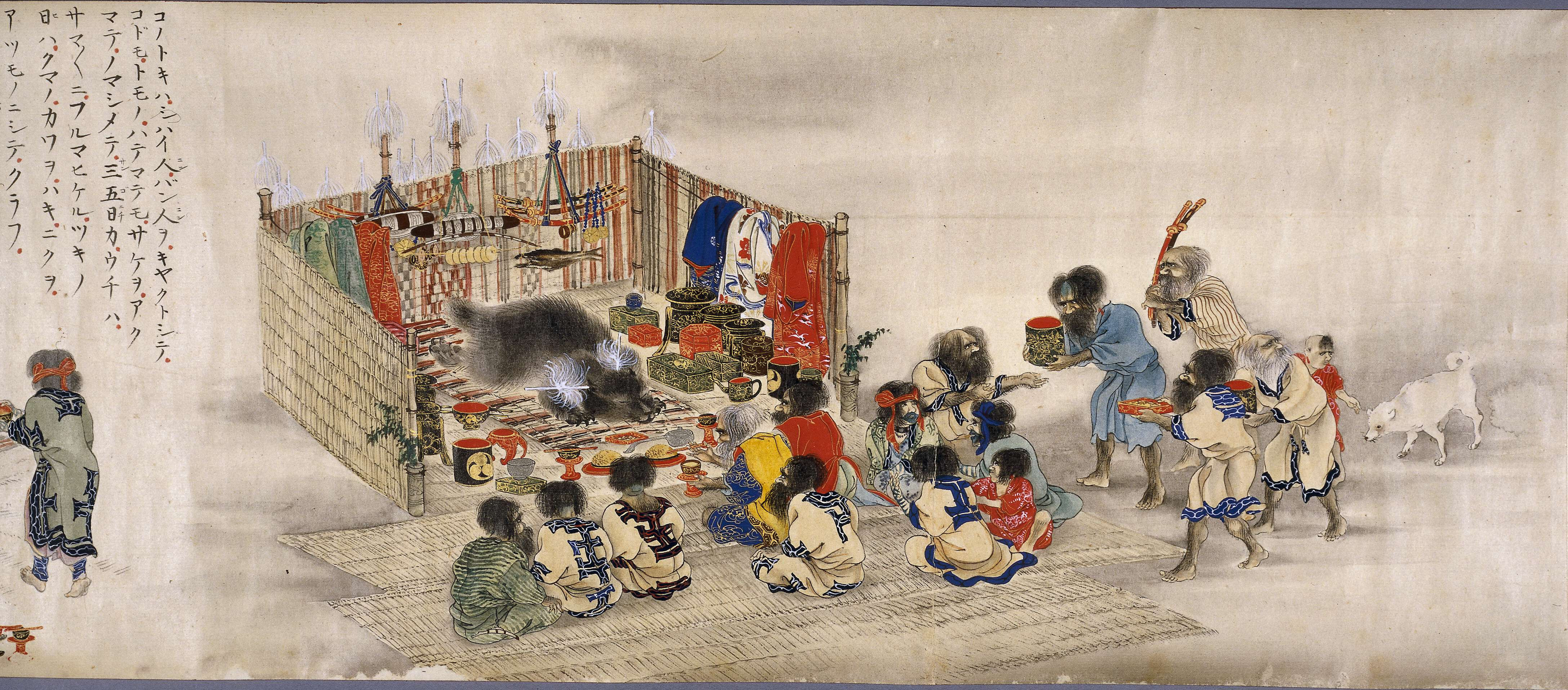
Tranh vẽ minh hoạ Tục Thờ gấu của người Ainu

Tục thờ gấu (còn được gọi là sùng bái gấu, tiếng Anh: bear workship hoặc arctolatry) là tập tục tôn giáo thờ gấu được tìm thấy ở nhiều tôn giáo của các dân tộc Bắc Á như Sami, Nivkh, Ainu, Basque tiền Kitô giáo và Finns. Ngoài ra còn có một số vị thần từ Celtic Gaul và Anh liên quan đến gấu, và người Daci, Thracia và người Getia đã được ghi nhận tôn thờ gấu và hàng năm tổ chức lễ hội múa gấu. Con gấu được đặc trưng trên nhiều vật tổ trên khắp các nền văn hóa phía bắc khắc chúng.

## Thờ cúng gấu của người Ainu

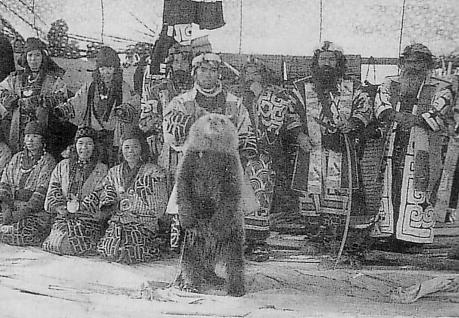
Người Ainu cử hành nghi lễ Iomante khoảng năm 1930

Người Ainu, sống trên các hòn đảo trong quần đảo Nhật Bản, gọi loài gấu là kamuyiêu trong ngôn ngữ của họ, có nghĩa là "thần". Trong khi nhiều loài động vật khác được coi là các vị thần trong văn hóa Ainu, thì gấu là vị thủ lĩnh của các vị thần. Đối với người Ainu, khi các vị thần đến thăm thế giới của con người, họ tặng lông và móng vuốt và đến trong dáng vẻ của một con vật. Tuy nhiên, thông thường, khi thuật ngữ này được sử dụng, thì về cơ bản nó có nghĩa là một con gấu. Người Ainu sẵn lòng và rất biết ơn khi ăn con gấu vì họ tin rằng lớp ngụy trang (thịt và lông) của bất kỳ vị thần nào là một món quà cho ngôi nhà mà vị thần đã chọn đến thăm.
Trong khi trên Trái Đất - thế giới của con người - người Ainu tin rằng các vị thần xuất hiện dưới hình dạng động vật. Các vị thần có khả năng mang hình dạng con người, nhưng họ chỉ có hình thức này trong nhà của họ, đất nước của các vị thần, nằm ngoài thế giới của con người. Để đưa một vị thần trở về đất nước của mình, người dân sẽ hiến tế và ăn thịt con vật để gửi linh hồn thần linh đi cùng với sự kính cẩn. Nghi thức này được gọi là Omante và thường liên quan đến một con nai hoặc gấu trưởng thành.